# توماس غود
توماس غود (بالإنجليزية: Thomas Goode)‏ هو شخصية أعمال أسترالي، ولد في مايو 1816، وتوفي في 25 أكتوبر 1882.